# روبرت شيكلي
روبرت شيكلي (بالإنجليزية: Robert Sheckley)‏‏ (16 يوليو 1928 في نيويورك - 9 ديسمبر 2005 في بكبسي)؛ كاتب خيال علمي، وروائي، وكاتب سيناريو من الولايات المتحدة.

## روابط خارجية
- روبرت شيكلي على موقع IMDb (الإنجليزية)
- روبرت شيكلي على موقع ألو سيني (الفرنسية)
- روبرت شيكلي على موقع ميوزك برينز (الإنجليزية)
- روبرت شيكلي على موقع قاعدة بيانات الأفلام السويدية (السويدية)
- روبرت شيكلي على موقع إن إن دي بي (الإنجليزية)
- روبرت شيكلي على موقع قاعدة بيانات الفيلم (الإنجليزية)